# Cassandana
Cassandana (em persa: کاساندان, em grego: Κασσανδάνη) foi uma rainha aquemênida, esposa do rei Ciro, o Grande e mãe de seu sucessor, Cambises II.
De acordo com a versão persa da história, Ciro, o Grande foi casado com Cassandana, filha de Farnaspes, um aquemênida, e desta união nasceu Cambises II. Heródoto menciona a versão egípcia, segundo a qual Cambises seria filho de Ciro, mas sua mãe seria a filha do faraó Apriés, chamada de Nitétis. Heródoto não aceita a versão egípcia, por ser contrário aos costumes persas que o sucessor de um rei seja um bastardo, pois os reis deveriam vir de um casamento real.
De acordo com uma história que Heródoto diz não acreditar, além de Cambises, Cassandana teve vários outros filhos de Ciro. Cassandana teria sido elogiada por outra mulher persa pelos seus filhos, mas disse que Ciro a desonrava, preferindo uma mulher egípcia; ouvindo isto, Cambises, o filho mais velho, com dez anos de idade, disse que quando crescesse iria destruir o Egito.
Cassandana teve dois filhos e provavelmente três filhas com seu marido: Cambises II e Esmérdis, e possivelmente as filhas Atossa, Artístone, e uma anônima, talvez Roxane.
De acordo com Heródoto, Ciro a amava muito e, quando ela morreu, ordenou que todos os súditos de seu império observassem “um grande luto”. Há um relato na crônica de Nabonido que, quando “a esposa do rei morreu”, houve luto público na Babilônia que durou seis dias, de 21 a 26 de março de 538 a.C.; muito provavelmente era a morte de Cassandana que estava sendo lamentada. Mary Boyce sugeriu que ela foi enterrada na torre chamada Zendān-e Solaymān em Pasárgada.